# Electro Funk Breakdown
Electro Funk Breakdown è un album di Afrika Bambaataa.

## Tracce
1. Cinder Blocks (Old School Anthem)
2. Dish Cuts 2
3. Bambaataa's Theme
4. Rock And Roll Part 2 (Raise The Roof)
5. Lay It Down
6. Do That (Sharaz's Yizomix)
7. Elektronische Tanzmusik
8. Dawg Call (Who Let The Dawgs Out)
9. Break Dawn
10. Let Me Tell You
11. Exit 9 (Kingsize Remix)
12. 2 Kool 4 Skool feat Afrika Bambaataa, Soulsonic Force
13. YaknowhatI'msayin
14. The Freaks
15. My Mind (Club Mix)
16. Afrika Shox feat Afrika Bambaataa
17. Evel Knievel